# Kurt Bürger
Kurt Bürger (Karlsruhe, 1894. augusztus 27. – Schwerin, 1951. július 28.) német politikus. 1912 és 1918 közt a Németország Szociáldemokrata Pártja tagja volt. 1919-ben a Németország Kommunista Pártja társalapítója lett. A második világháború után a Németország Kommunista Pártjához csatlakozott, 1951-ben ő volt a keletnémet Mecklenburg elnöke.